# André Piters
André Piters dit Popeye Piters (Herve, 18 janvier 1931 – 23 octobre 2014) est un joueur de football belge.

## Biographie
André Piters rejoint le Standard de Liège à l'âge de 20 ans. Attaquant, il a une réputation d'excellent dribbleur. Son surnom, Popeye, correspond bien à son caractère : il est connu pour tenir tête aux dirigeants et entraîneurs du club. Avec les Rouches, il remporte deux titres de champion de Belgique, en 1958 et en 1961. Il joue 208 matches et marque 58 buts en dix saisons de championnat. 
Il a également été Diable Rouge à partir de 1955. Il joue 23 matches et marque 7 buts en sélection nationale. Il est le co-auteur avec Rik Coppens du premier  penalty en deux temps dans un match international contre l'Islande. 
En 1961, il est transféré à l'Olympic de Charleroi où il rejoint un autre Diable Rik Coppens. Il termine sa carrière à Fortuna '54 Gelleen, aux Pays-Bas.

## Palmarès
- International belge A de 1955 à 1961 (23 sélections et 7 buts marqués)
- Première sélection: le 3 avril 1955, Pays-Bas-Belgique, 1-0
- Champion de Belgique en 1958 et 1961 avec le Standard de Liège
- Coupe des Pays-Bas en 1964 avec le Fortuna '54 Gelleen